# Episodi di PSI Factor (seconda stagione)
La seconda stagione della serie televisiva PSI Factor è stata trasmessa in anteprima in Canada in syndication tra il 29 settembre 1997 e il 18 maggio 1998.
| nº | Titolo originale             | Titolo italiano | Prima TV Canada   | Prima TV Italia |
| -- | ---------------------------- | --------------- | ----------------- | --------------- |
| 1  | Threads                      |                 | 29 settembre 1997 |                 |
| 2  | Donor                        |                 | 6 ottobre 1997    |                 |
| 3  | Wish I May                   |                 | 6 ottobre 1997    |                 |
| 4  | Communion                    |                 | 13 ottobre 1997   |                 |
| 5  | Frozen in Time               |                 | 27 ottobre 1997   |                 |
| 6  | Devolution                   |                 | 3 novembre 1997   |                 |
| 7  | The Warrior                  |                 | 10 novembre 1997  |                 |
| 8  | The Grey Men                 |                 | 17 novembre 1997  |                 |
| 9  | Man of War                   |                 | 24 novembre 1997  |                 |
| 10 | The Damned                   |                 | 1º dicembre 1997  |                 |
| 11 | Hell Week                    |                 | 26 gennaio 1998   |                 |
| 12 | The Edge                     |                 | 2 febbraio 1998   |                 |
| 13 | Bad Dreams                   |                 | 9 febbraio 1998   |                 |
| 14 | Kiss of the Tiger            |                 | 9 febbraio 1998   |                 |
| 15 | The Haunting                 |                 | 23 febbraio 1998  |                 |
| 16 | The Night of the Setting Sun |                 | 2 marzo 1998      |                 |
| 17 | The Labyrinth                |                 | 2 marzo 1998      |                 |
| 18 | Pentimento                   |                 | 13 aprile 1998    |                 |
| 19 | Frozen Faith                 |                 | 20 aprile 1998    |                 |
| 20 | Map to the Stars             |                 | 4 maggio 1998     |                 |
| 21 | The Endangered               |                 | 11 maggio 1998    |                 |
| 22 | The Egress                   |                 | 18 maggio 1998    |                 |